# Sevyn Streeter
Sevyn Streeter, pseudonimo di Amber Denise Streeter (Haines City, 7 luglio 1986), è una cantautrice statunitense. Precedentemente membro di due girlband, nel 2012 ha debuttato come solista nel 2012 dopo aver firmato un contratto con Atlantic Records. Streeter è nota in particolare per il singolo It Won't Stop, realizzato in collaborazione con Chris Brown, e in qualità di autrice per vari artisti R&B.

## Biografia e carriera

### Infanzia e formazione
Amber Denise Streeter è nata a Haines City, in Florida, il 7 luglio 1986, da Tim e Karen Streeter. A giovane età si esibisce in una chiesa locale e si ispira alla cantante gospel, Yolanda Adams. A 14 anni ebbe la sua prima sessione di registrazione.

### TG3 e RichGirl (2001-2012)
Streeter ricevette il suo primo contratto discografico all'età di 15 anni, esibendosi nel gruppo femminile delle TG4, messe insieme da Chris Stokes della T.U.G. Entertainment, dove Stokes le servì da manager.
Il gruppo era un quartetto di cui facevano parte anche Davida Williams, Keisha Henry e Ashley Gallo ed ha avuto una breve durata, essendo attivo dal 2001 al 2004. Durante la sua attività, il gruppo ha aperto concerti per B2K, Bow Wow e altri artisti.
Dal 2007 al 2011, insieme a Audra Simmons, Christina "Brave" Williams e Kristal Lyndriette Smith, ha fatto parte di un altro quartetto chiamato RichGirl, che ha pubblicato due singoli, ossia He Ain't wit Me Now (Tho) e Swagger Right, un EP dal titolo RichGirl EP e il mixtape Fall in Love with RichGirl. Il gruppo ha aperto alcuni concerti dell'I Am... World Tour di Beyoncé. Durante il periodo di permanenza nelle girlband utilizzava lo pseudonimo di Se7en. Nello stesso periodo ha collaborato per la prima volta con Chris Brown ai cori e ai testi dell'album F.A.M.E.

### Call Me Crazy, But...eShoulda Been There(2013-2015)
Nel 2012, dopo aver annunciato la sua separazione dal gruppo, ha firmato un contratto con la CBE Imprint (etichetta di proprietà di Chris Brown) e pubblicato la sua prima canzone di solista, Red Handed. Nello stesso anno ha firmato un contratto con Atlantic Records e ha pubblicato il suo singolo di debutto I Like It. Nello stesso periodo ha preso parte all'album di Chris Brown Fortune, scrivendo alcuni brani e incidendo i cori per quasi tutto l'album.
Nello stesso periodo annuncia il cambiamento di nome d'arte da Se7en a Sevyn Streeter. Nel 2013 collabora con Chris Brown nel singolo It Won't Stop, che viene certificato platino in USA. Il brano viene incluso nell'EP Call Me Crazy, But, pubblicato nel dicembre 2013 e prodotto da Da Internz e Diplo. Ha successivamente continuato a pubblicare altre singoli, tra cui nEXt, di cui è stato realizzato anche un remix in collaborazione con Kid Ink. Nel 2014 ha rinnovato la collaborazione "dietro le quinte" con Chris Brown per l'album X. Nel luglio 2015 ha pubblicato il suo secondo EP, Shoulda Been There, Pt. 1, a cui partecipa nuovamente Chris Brown insieme a Hit-Boy e B.o.B. Sempre nel 2015 a sua canzone How Bad Do You Want It è stata inserita nella colonna sonora del film Fast & Furious 7; ha inoltre pubblicato il singolo 4th Street.

### Girl Disrupted,Drunken Wordz x Sober Thoughtz(2017-presente)
Nell'agosto 2016 ha pubblicato Prolly in collaborazione con Gucci Mane come primo singolo ufficiale dal suo album di debutto. Tra settembre e dicembre 2016 ha pubblicato due singoli, My Love for You e Before I Do. Nel luglio 2017 ha pubblicato il suo primo album in studio Girl Disrupted. Il disco è stato anticipato da un altro singolo, ossia Fallen, uscito nel mese di gennaio. L'album vede la collaborazione di numerosi artisti tra cui Ty Dolla Sign, August Alsina, Wiz Khalifa e Dave East. Nel 2018 ha pubblicato il singolo Yernin, a cui ha fatto seguito Whatchusay nel 2019: tale brano risulta essere il suo primo lavoro come artista indipendente. Nel 2020 ha pubblicato il singolo Kissez con Davido, a cui fa seguito nel 2021 la collaborazione con Chris Brown e A$AP Ferg Guilty. Sempre per il 2021 è prevista la pubblicazione del suo secondo album Drunken Wordz x Sober Thoughtz, il suo primo disco da artista indipendente.

### Autrice
Nel corso della sua carriera, Sevyn ha scritto brani per altri artisti, inclusi Alicia Keys (New Day), Ariana Grande (The Way), Chris Brown (per gli album F.A.M.E., Fortune e X), K. Michelle, Usher, Kelly Rowland, Tamar Braxton, Brandy e Fantasia.

## Discografia

### Album in studio
- 2017 – Girl Disrupted
- 2021 – Drunken Wordz Sober Thoughtz

### EP
- 2013 – Call Me Crazy, But...
- 2015 – Shoulda Been There, Pt. 1

### Singoli
- 2012 – I Like It
- 2013 – It Won't Stop (feat. Chris Brown)
- 2014 – nEXt
- 2015 – Don't Kill the Fun (feat. Chris Brown)
- 2015 – How Bad Do You Want It (Oh Yeah)
- 2015 – 4th Street
- 2015 – Shoulda Been There (feat. B.o.B)
- 2016 – Prolly (feat. Gucci Mane)
- 2016 – My Love For You
- 2016 – D4L (feat. The-Dream)
- 2016 – Before I Do
- 2017 – Fallen (feat. Ty Dolla Sign e Cam Wallace)
- 2018 – Yernin
- 2019 – Whatchusay
- 2020 – HMU
- 2020 – Kissez (feat. Davido)
- 2021 – Guilty (feat. Chris Brown & A$AP Ferg)

## Crediti come autrice
| Anno | Canzone                  | Interprete                             |
| ---- | ------------------------ | -------------------------------------- |
| 2008 | Spaced Out               | Chris Dennis                           |
| 2010 | Yeah 3X                  | Chris Brown                            |
| 2011 | Oh My Love               | Chris Brown                            |
| 2011 | Beg for It               | Chris Brown                            |
| 2011 | Keep It Between Us       | Chris Brown                            |
| 2011 | Next 2 You               | Chris Brown feat. Justin Bieber        |
| 2011 | Bomb                     | Chris Brown feat. Wiz Khalifa          |
| 2011 | Wet the Bed              | Chris Brown feat. Ludacris             |
| 2011 | Keep It Between Us       | Kelly Rowland                          |
| 2011 | Strip                    | Chris Brown feat. Kevin McCall         |
| 2012 | Biggest Fan              | Chris Brown                            |
| 2012 | Do It Again              | Chris Brown                            |
| 2012 | Party Hard/Cadillac      | Chris Brown feat. Sevyn Streeter       |
| 2012 | Remember My Name         | Chris Brown feat. Sevyn Streeter       |
| 2012 | Touch Me                 | Chris Brown feat. Sevyn Streeter       |
| 2012 | International (Searious) | Estelle feat. Chris Brown & Trey Songz |
| 2012 | Slower                   | Brandy                                 |
| 2012 | New Day                  | Alicia Keys                            |
| 2013 | The Way                  | Ariana Grande feat. Mac Miller         |
| 2013 | Fine China               | Chris Brown                            |
| 2013 | Gone                     | Kelly Rowland feat. Wiz Khalifa        |
| 2013 | Put You Name on It       | Kelly Rowland                          |
| 2013 | End of Me                | Fantasia                               |
| 2013 | Get Right                | Fantasia                               |
| 2013 | All the Way Home         | Tamar Braxton                          |
| 2013 | Pieces                   | Tamar Braxton                          |
| 2014 | X                        | Chris Brown                            |
| 2014 | The Way                  | Paula DeAnda                           |
| 2015 | Coming Home              | Tamar Braxton                          |
| 2020 | Talk 2 Me Baby           | The Bonfyre                            |